# The Bone Snatcher
Pour plus de détails, voir Fiche technique et Distribution.
The Bone Snatcher est un film britannico-canado-sud-africain réalisé par Jason Wulfsohn, sorti en 2003. Il a été diffusé à la télévision le 25 octobre 2003 sur Sci Fi Channel.

## Synopsis
À la suite de la disparition soudaine de quatre prospecteurs en plein désert du Namib, une équipe est envoyée à leur recherche.

## Fiche technique
- Titre : The Bone Snatcher
- Réalisation : Jason Wulfsohn
- Scénario : Malcolm Kohll et Gordon Render
- Production : Izidore Codron, Malcolm Kohll, Koa Padolsky, David Pupkewitz, Chris Roland et Karen Lam
- Sociétés de production : Focus Films Ltd., Persistence Pictures Inc. et The Imaginarium
- Budget : 6 millions de dollars
- Musique : Paul Heard et Mike Pickering
- Photographie : Andreas Poulsson
- Montage : Richard Benwick
- Décors : Michael Slater
- Costumes : Catherine Kukard
- Pays d'origine : Royaume-Uni, Canada, Afrique du Sud
- Format : Couleurs - 1,33:1 - Dolby Surround - 35 mm
- Genre : Horreur
- Durée : 86 minutes
- Date de sortie : 23 décembre 2003 (sortie DVD États-Unis)

## Distribution
- Scott Bairstow : Dr Zack Straker
- Rachel Shelley : Mikki
- Warrick Grier (VF : Antoine Tomé) : Karl
- Patrick Shai : Titus
- Andre Weideman : Kurt
- Adrienne Pierce (en) : Magda
- Patrick Lyster : Johan
- Brian Claxton Payne : la créature
- Sean Higgs : Clive
- Jan Ellis : Harvey
- Langley Kirkwood (en) : Paul
- Lulama J. Nombiba : le vieil homme
- Yusuf Hendrics : le chauffeur de taxi
- Andre Jacobs : Dr Muller
- Nikki Jackman : Mel

## Autour du film
- Le tournage s'est déroulé entre mai et juin 2002 au Cap, en Afrique du Sud, ainsi qu'en Namibie.